# Rohrdorf (powiat Calw)
Rohrdorf – miejscowość i gmina w Niemczech, w kraju związkowym Badenia-Wirtembergia, w rejencji Karlsruhe, w regionie Nordschwarzwald, w powiecie Calw, wchodzi w skład wspólnoty administracyjnej Nagold. Leży w północnym Schwarzwaldzie, nad rzeką Nagold, ok. 18 km na południe od Calw, przy drodze krajowej B28.